# Димитър Галев (революционер)
 Тази статия е за революционера от Велес.  За историка от Струмица вижте Димитър Галев (историк).  
Димитър Галев е български учител, общественик и революционер, деец на Вътрешната македоно-одринска революционна организация.

## Биография
Димитър Галев е роден в 1872 година във Велес, тогава в Османската империя. В 1892 година завършва четвъртия випуск на педагогическия курс в Българската мъжка гимназия в Солун. Работи като учител във Велес (1891/1892), Скопие и други градове. Близък е с книжаря Анастас Наумов, който му издейства стипендия за Кралското педагогическо училище (препарандия) в Загреб. Като учител в Сяр в 1897/1898 и 1898/1899 учебна година заедно с Анастас Наумов е деец на българското тайно революционно братство.
В 1901/1902 и 1902/1903 учебна година преподава в Скопското българско мъжко педагогическо училище, както и в Българското класно девическо училище в града (педагогика). През есента на 1902 година оглавява Скопския окръжен революционен комитет на ВМОРО. В 1906/1907 година е учител в Скопското българско педагогическо училище. След края на учебната година Екзархията е принудена от османските власти да го уволни заради подозрения в революционна дейност.
По-късно отново преподава в Сяр, в българското педагогическо училище. В 1909 година е преместен в Одринската девическа гимназия.
Участва във войните за национално обединение. В 1913/1914 година е учител, а от 1914/1915 година е директор на Струмишката мъжка гимназия. След Първата световна война учителства в Разлог. Синът му, Любен Галев, в 1930 година завършва математика в Софийския университет, автор е на учебници.